# Hans Hurch

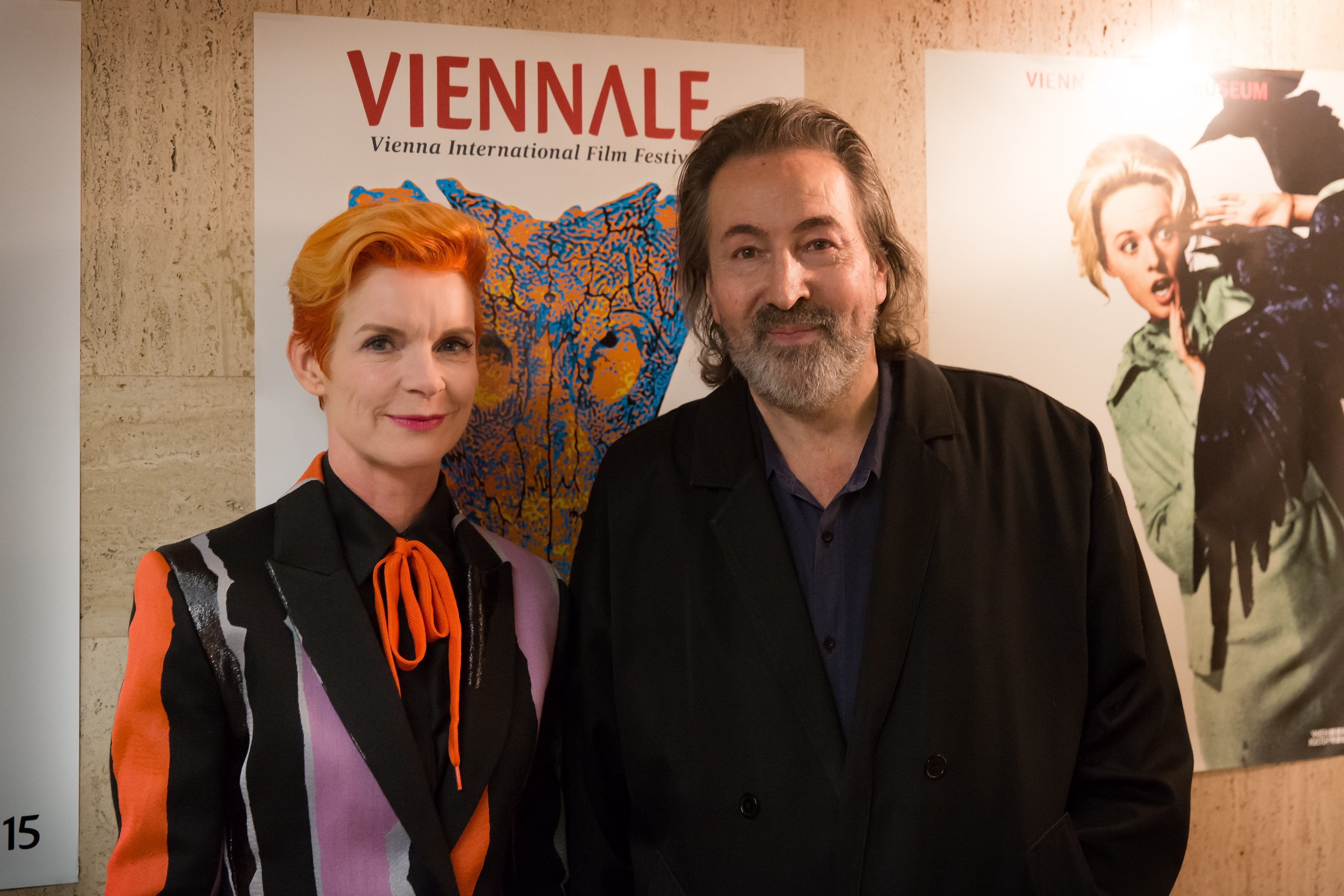
Hans Hurch und Sandy Powell bei der Viennale 2015

Hans Hurch (* 18. Dezember 1952 in Schärding; † 23. Juli 2017 in Rom) war ein österreichischer Filmjournalist, Kulturmanager und seit 1997 Direktor des Wiener Filmfestivals Viennale.

## Leben

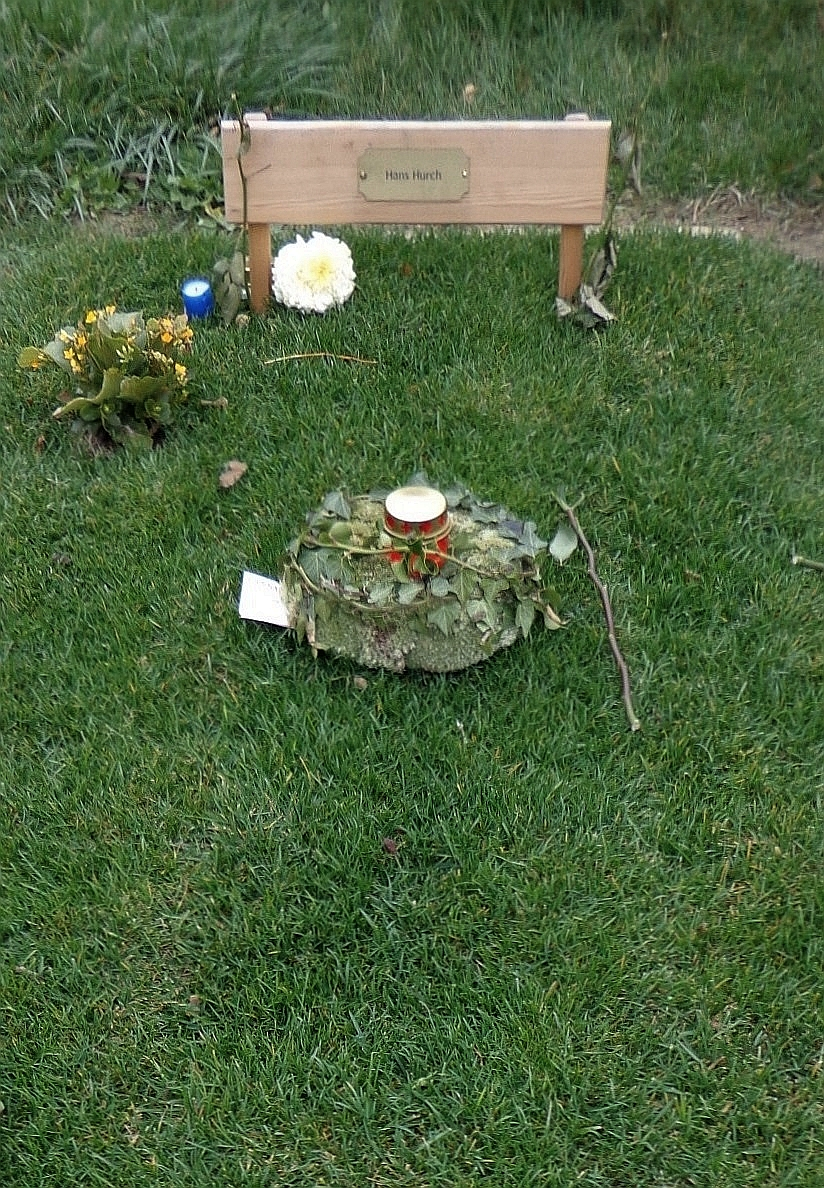
Wiener Zentralfriedhof – Grab von Hans Hurch (2017)

Bereits in seinen Jugendjahren entwickelte er aufgrund der Kurzfilme mit Charlie Chaplin und Buster Keaton in dem Schärdinger Rex- und dem Froschauer-Kino ein besonderes Interesse für den Film. Als diese Lichtspielhäuser zusperrten, kam er als Jugendlicher zum Filmclub in Passau, wo er dank der wöchentlichen Reihe „Der besondere Film“ die wichtigsten Werke der Filmgeschichte kennenlernte. Hans Hurch studierte ab 1971 Kunstgeschichte, Philosophie und Archäologie, später auch Soziologie und Psychologie, an der Universität Wien. Ab 1976 wurde er Mitarbeiter der Wiener Stadtzeitung Falter, er verfasste Beiträge zu Musik und Fotografie und konnte eine eigene Filmredaktion aufbauen. Neben seiner journalistischen Tätigkeit organisierte er Filmreihen und Retrospektiven, zum Beispiel für das Stadtkino, die Wiener Festwochen und das Donaufestival. Von 1986 bis 2000 wirkte er als Regieassistent und Mitarbeiter bei Theater- und Filmarbeiten des Regiepaares Jean-Marie Straub und Danièle Huillet bei den Produktionen „Der Tod des Empedokles“ (1987), „Schwarze Sünde“ (1989) und „Antigone“ (1992) mit. 1990 bis 1992 arbeitete er mit der Dokumentarfilmerin Astrid Johanna Ofner bei den Dokumentarfilmen „Jetzt und alle Zeit“ und „Ins Leere“ (1993) zusammen. 1993 bis 1996 wurde er vom österreichischen Bundesministerium für Wissenschaft und Kunst zum Kurator des Projektes „hundertjahrekino“ berufen, 1997 wurde er Leiter der Viennale und war bis zu seinem Tod in diesem Amt. Am 23. September 2003 wurde ihm das Große Silberne Ehrenzeichen für Verdienste um das Land Wien verliehen, das er am 10. März 2004 übernahm.
Astrid Johanna Ofner war seine langjährige Lebensgefährtin. Er starb bei einem Arbeitsaufenthalt in Rom an Herzversagen. Er wurde in der Feuerhalle Simmering eingeäschert und die Urne in einem ehrenhalber gewidmeten Grab am Wiener Zentralfriedhof bestattet. Interimistischer Nachfolger als Leiter der Viennale wurde Franz Schwartz, im Jänner 2018 wurde Eva Sangiorgi als künstlerische Leiterin der Viennale vorgestellt.

## Werk
Hans Hurch prägte als Kulturmanager über viele Jahre das österreichische Film- und Festivalgeschehen. Die Viennale wurde unter seiner Leitung ein international beachtetes und vom Publikum begeistert angenommenes Festival. Seine Tätigkeit als Leiter der Viennale wollte er 2018 beenden, nachdem sein 2016 auslaufender Vertrag im Sommer 2015 um weitere zwei Jahre verlängert worden war. Sein Wirken wurde von Kulturminister Thomas Drozda, Wiens Bürgermeister Michael Häupl, Kulturstadtrat Andreas Mailath-Pokorny und vielen anderen gewürdigt.